# Bristol Perseus
El Perseus fue un motor radial de aviación de nueve cilindros en una estrella, enfriado por aire, producido por la Bristol Engine Company, de 1932. Fue el primer motor aeronáutico de producción en usar válvulas de camisa.

## Diseño y desarrollo
A fines de 1925 y comienzos de 1926, la RAE publicó una serie de notas escritas por Harry Ricardo sobre el principio de válvulas de camisa. La principal ventaja sobre la tradicional válvula de asiento era una mejor eficiencia volumétrica, y la capacidad para trabajar a RPM más altas. Esto permitía producir motores más potentes con el mismo tamaño, con una mayor eficiencia del combustible y un diseño compacto, especialmente en motores radiales de estrellas múltiples.
Roy Fedden, el principal diseñador de motores de Bristol, se interesó en el concepto y en 1927 construyó un motor de dos cilindros en V para pruebas, con la idea de desarrollarlo en un V-12. Sin embargo, varios problemas truncaron el diseño, en particular porque las camisas tendían a romperse en el tiempo de explosión (ver ciclo Otto), destrozando los engranajes que las comandaban. Esto condujo a una larga serie de pruebas y a cambios y mejoras en los materiales que requirieron seis años y un estimado de 2 millones de libras para solucionarlos. Sin embargo, en 1933 los problemas estaban resueltos, y el Perseus se convirtió en el primer motor aeronáutico con válvulas de camisa del mundo en ser producido en grandes cantidades.
El resultado fue un motor del tamaño del Bristol Mercury adaptado al sistema de válvulas de camisa, el Perseus, y su primo más pequeño, el Bristol Aquila. La primera versión de producción del Perseus entregaba 580 hp (433 kW), la misma que el modelo Mercury del mismo año, lo que demostraba que el sistema de válvulas de camisa no se aprovechaba al máximo. Sin embargo, rápidamente se introdujeron mejoras, y para 1936 el Perseus entregaba 810 hp (604 kW), con un máximo de 930 hp (690 kW) en 1939, mientras que el Perseus 100 con la cilindrada aumentada a 26,8 l producía 1200 hp a 2.700 rpm a 1.296 m. Estas prestaciones superaron incluso a las versiones más desarrolladas del Mercury.
El Perseus fue poco utilizado en el campo civil, siendo el más notable el hidroavión Short Empire, pero fue muy usado en el campo militar, que se estaba expandiendo en ese entonces, motorizando, entre otros, los bombarderos Westland Lysander, Vickers Vildebeest, Blackburn Botha, Skua y Roc.
La principal contribución del Perseus fue que su mecánica sirvió de base para las versiones "dobles": los extremadamente exitosos Hercules y Centaurus. Fue en estos diseños en que las ventajas de la válvula de camisa fueron finalmente bien aplicadas, y al final de la guerra el Centaurus era uno de los motores más potentes del mundo.

## Aplicaciones

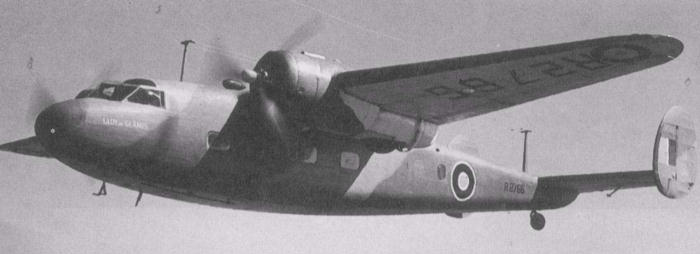
de Havilland Flamingo motorizado por el Bristol Perseus.

Nota:
- Blackburn Botha
- Blackburn Roc
- Blackburn Skua
- Bristol Bulldog
- Bristol Type 148
- Cunliffe-Owen Flying Wing
- de Havilland Flamingo
- de Havilland Hertfordshire
- Gloster Goring
- Hawker Hart
- Saro A.33
- Short Empire
- Short Scylla
- Vickers Vellox
- Vickers Vildebeest Mk.IV
- Westland Lysander Mk.II

## Especificaciones (Perseus XII)

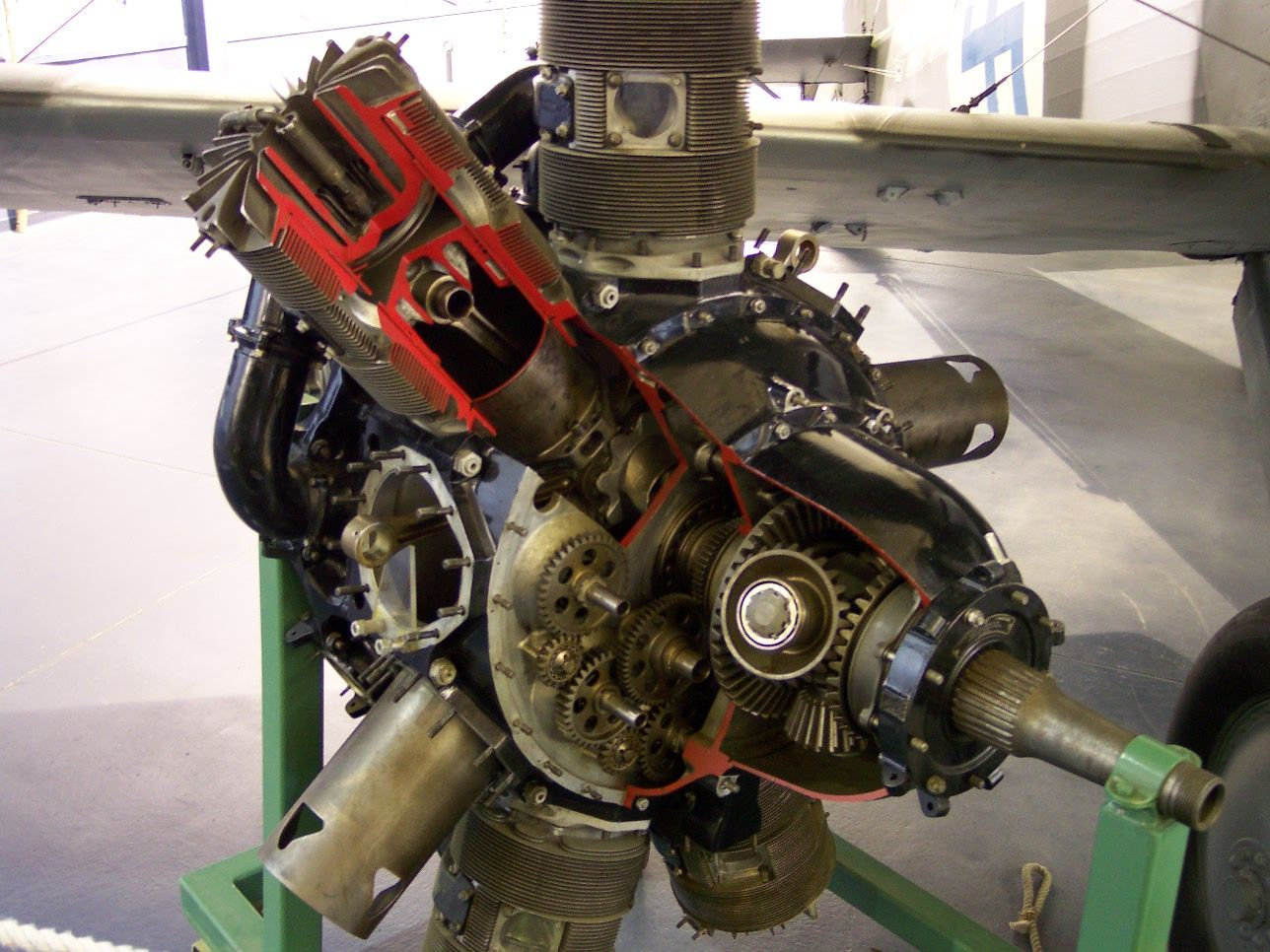
Bristol Perseus mostrando sus componentes.

- Tipo: motor radial de 9 cilindros, supercargado, enfriado por aire
- Diámetro: 146 mm
- Carrera: 165 mm
- Cilindrada: 24.900 cc
- Largo: 1.245 mm
- Diámetro: 1.405 mm
- Peso: 465 kg
- Válvulas: válvula de camisa
- Compresor: Supercargador centrífugo de una velocidad
- Alimentación: carburador Claudel-Hobson
- Combustible: gasolina de 87 octanos
- Refrigeración: Por aire
- Potencia:
  - 830 hp (619 kW) a 2650 rpm para el despegue
  - 905 hp (675 kW) a 2.750 rpm a 1980 m
- Cilindrada/potencia: 36 hp/l (26,75 kW/l)
- Compresión: 6,75:1
- Consumo de combustible: 195 g/(hp·h) (261 g/(kW·h))
- Consumo de aceite: 7,9 g/(hp·h) (11 g/(kW·h))
- Peso/potencia: 1,94 hp/kg (1,45 kW/kg)
- Caja reductora: 0,5:1, moviendo una hélice de paso variable de Havilland